# Erik B. Jørgensen
Erik B. Jørgensen (født 1975) er en dansk forfatter, eventyrer og tv-personlighed. Han er kendt som instruktør i det danske Tv2 program Korpset, et program baseret på det britiske SAS: SAS: Who Dares Wins format.

## Biografi
Erik B. Jørgensen er født og opvokset på gården Alkeshave i Ellinge Sogn på Fyn. Efter sin uddannelse gjorde han tjeneste i Sirius Slædepatruljen og senere i Jægerkorpset. Siden da har han foretaget adskillige ekspeditioner, som han beskriver i sine bøger. Han er medlem af Eventyrernes klub.